# Episodi di Dawson's Creek (terza stagione)
La terza stagione della serie televisiva Dawson's Creek, composta da 23 episodi, è stata trasmessa negli Stati Uniti dal canale The WB dal 29 settembre 1999 al 24 maggio 2000.
In Italia è stata trasmessa da Italia 1 dal 4 ottobre 2000 al 13 aprile 2001.
| nº | Titolo originale                   | Titolo italiano           | Prima TV USA      | Prima TV Italia  |
| -- | ---------------------------------- | ------------------------- | ----------------- | ---------------- |
| 1  | Like a Virgin                      | Il ritorno di Joey        | 29 settembre 1999 | 4 ottobre 2000   |
| 2  | Homecoming                         | Rivelazioni               | 6 ottobre 1999    | 4 ottobre 2000   |
| 3  | None of the Above                  | Test psicoattitudinale    | 13 ottobre 1999   | 11 ottobre 2000  |
| 4  | Home Movies                        | Un bacio da 500 dollari   | 20 ottobre 1999   | 11 ottobre 2000  |
| 5  | Indian Summer                      | Una madre sconosciuta     | 27 ottobre 1999   | 14 gennaio 2001  |
| 6  | Secrets and Lies                   | Segreti e bugie           | 10 novembre 1999  | 14 gennaio 2001  |
| 7  | Escape from Witch Island           | L'isola delle streghe     | 17 novembre 1999  | 21 gennaio 2001  |
| 8  | Guess Who's Coming to Dinner       | Amici per sempre          | 24 novembre 1999  | 21 gennaio 2001  |
| 9  | Four to Tango                      | Scuola di ballo           | 1º dicembre 1999  | 28 gennaio 2001  |
| 10 | First Encounters of the Close Kind | Incontri ravvicinati      | 15 dicembre 1999  | 4 febbraio 2001  |
| 11 | Barefoot at Capefest               | Il grande passo           | 12 gennaio 2000   | 11 febbraio 2001 |
| 12 | A Weekend in the Country           | Torna a casa, Jack!       | 19 gennaio 2000   | 18 febbraio 2001 |
| 13 | Northern Lights                    | L'aurora boreale          | 26 gennaio 2000   | 18 febbraio 2001 |
| 14 | Valentine's Day Massacre           | Una serata particolare    | 2 febbraio 2000   | 2 aprile 2001    |
| 15 | Crime and Punishment               | Punizioni e pentimenti    | 9 febbraio 2000   | 3 aprile 2001    |
| 16 | To Green, with Love                | Decisioni difficili       | 16 febbraio 2000  | 4 aprile 2001    |
| 17 | Cinderella Story                   | L'ora della verità        | 1º marzo 2000     | 5 aprile 2001    |
| 18 | Neverland                          | Fratelli di sangue        | 5 aprile 2000     | 6 aprile 2001    |
| 19 | Stolen Kisses                      | Sensi di colpa            | 26 aprile 2000    | 9 aprile 2001    |
| 20 | The Longest Day                    | Un giorno da non rivivere | 3 maggio 2000     | 10 aprile 2001   |
| 21 | Show Me Love                       | Un amore conteso          | 10 maggio 2000    | 11 aprile 2001   |
| 22 | The Anti-Prom                      | Il ballo studentesco      | 17 maggio 2000    | 12 aprile 2001   |
| 23 | True Love                          | Pacey o Dawson?           | 24 maggio 2000    | 13 aprile 2001   |

## Il ritorno di Joey
- Titolo originale: Like a Virgin
- Diretto da: Greg Prange
- Scritto da: Tammy Ader

### Trama
Dawson torna a Capeside dopo aver trascorso l'estate a Filadelfia, su un autobus incontra Eve, una ragazza molto affascinante la quale, in maniera provocatoria, mostra per lui un certo interesse. Jack e Jen ormai hanno cementato una solida amicizia, specialmente ora che vivono insieme a casa di Evelyn, invece Joey lavora in una rimessa navale, ha un brutto rapporto con Rob, il suo capo. Mitch intanto inizia la sua nuova carriera come allenatore della squadra di football del liceo che intanto accoglie il suo nuovo preside, Howard Green, il quale si rivela un uomo gentile e carismatico.
Ormai Joey ha accantonato la propria rabbia contro Dawson, infatti vorrebbe parlare con lui, ma quest'ultimo prova troppo imbarazzo, infatti cerca di evitarla, lui e Pacey vanno in uno strip club e lì incontra Eve che lavora come cameriera. Dawson vuole cambiare stile di vita, desidera incentrarsi più sul divertimento, tanto che ruba la barca di Mitch facendo un giro con Eve, ma per via di una distrazione finisce col schiantarsi contro la rimessa navale dove lavora Joey, generando un po' di imbarazzo quando lei lo vede in compagnia di Eve.
Jen, stufa dell'arroganza di Belinda (la capo-cheerleader della scuola) decide di fare un provino per entrare nel corpo delle cheerleader anche se in verità è solo un pretesto per umiliare Belinda, infatti la deride davanti a tutti affermando che lei è una persona senza fascino e sostanza destinata a una vita triste e superficiale. La cosa però sfugge al controllo di Jen quando le altre cheerleader, colpite da ciò che lei ha fatto, destituiscono Belinda nominando Jen nuova capo-cheerleader.
Rob fa una stima dei danni, Dawson dopo l'incidente con la barca deve accollarsi i danni per un totale di circa tremila dollari. Approfittando del fatto che Mitch è fuori città e che dunque Dawson ha tutta la casa per sé, Eve e le sue colleghe dello strip club dietro consiglio di Pacey organizzano una festa alla quale prendono parte i compagni di scuola, i quali sborsano dei soldi pur di divertirsi con le spogliarelliste. Dawson decide di isolarsi nella propria camera da letto e lì incontra Joey, la quale ammette di aver sbagliato a proiettare su Dawson la sua rabbia per ciò che fece Mike avendolo ingiustamente allontanato.
Joey inizia a spogliarsi davanti a lui, sentendo che fare l'amore con Dawson è il solo modo per non perderlo vedendo in Eve una minaccia, ma Dawson non intende fare sesso con lei. Joey si sente umiliata avendo capito che Dawson, pur amandola, non vuole comunque stare con lei, dando per scontato che commetterebbero nuovamente gli stessi errori, infatti Dawson ritiene che per salvare il loro rapporto devono mettere un po' di distanza, altrimenti se continueranno a ferirsi smetteranno di volersi bene, Joey dunque va via, ferita e indignata. 
I soldi racimolati dalla festa sono sufficienti per coprire le spese dei danni, comunque Dawson confessa a Pacey che quando Joey voleva fare sesso con lui l'aveva desiderata come non gli era mai successo, non ha voluto fare sesso con lei perché sentiva che era sbagliato approfittare così della situazione. Dawson è consapevole che Joey ha bisogno di poter contare su un amico in questo momento così difficile, ma adesso non può essere Dawson a ricoprire quel ruolo, chiedendo a Pacey di stare vicino a Joey in modo da offrirle la sua amicizia.

## Rivelazioni
- Titolo originale: Homecoming
- Diretto da: Melanie Mayron
- Scritto da: Greg Berlanti

### Trama
Andie viene dimessa dalla clinica, e anche se si aspettava che il padre Joseph venisse a prenderla, Pacey e Joey le fanno una sorpresa portandola via di lì con un giorno di anticipo, tuttavia la sorprendono in compagnia di Mark (un altro paziente) in atteggiamenti piuttosto strani generando dell'imbarazzo. Jack è contento che Andie possa tornare a casa, ma Joseph preferisce che il figlio continui a vivere con Jen e Evelyn ritenendo che la sua presenza non faciliterebbe il percorso di guarigione della sorella; Jack ha capito che è solo una scusa, e che Joseph non vuole vivere con Jack perché non accetta ancora la sua omosessualità.
Dawson prova a cercare Eve che ormai ha fatto perdere le proprie tracce, ha chiesto informazioni nello strip club scoprendo soltanto che lavorava lì come sostituta. Eve si presenta a scuola affermando di essere una studentessa dell'ultimo anno, ma Dawson non le crede, Eve è più grande di lui e dunque non può essere una liceale, tuttavia la ragazza è disposta a fare sesso con Dawson, deciderà lei dove e quando. Il ragazzo, allettato, decide di comprare dei profilattici.
Mitch e Green chiedono a Dawson di preparare un cortometraggio per celebrare la squadra di football del liceo, la quale non ha conquistato grandi risultati. Henry Parker, matricola del primo anno, tenta di convincere Mitch a promuoverlo come quarterback titolare benché non sia mai successo che a un esordiente venga concesso questo privilegio. Mitch accetta, specialmente dopo aver notato per puro caso che Jack ha delle ottime capacità come ricevitore, facendolo allenare con Henry e infatti i due mostrano un'ottima affinità negli schemi. Jack, seppur incerto, accetta l'offerta di Mitch e entra nella squadra.
Durante la cerimonia celebrativa della squadra di football, Henry conosce Jen rimanendo colpito dalla sua bellezza, intanto viene proiettato il cortometraggio di Dawson, e dietro il palco quest'ultimo viene raggiunto da Eve. I due si apprestano a fare sesso, ma senza volerlo Dawson spinge un pulsante del pannello di controllo alzando il telo dove viene proiettato il cortometraggio, tutti gli studenti lì presenti li guardano con aria divertita, tranne Joey la quale appare delusa.
Pacey porta Andie nel corridoio della scuola, è arrabbiato e pretende una spiegazione da lei, avendo notato che la sua ragazza cerca costantemente dei pretesti per non rimanere sola con lui. Andie, col dolore in cuore, ammette di aver fatto l'amore con Mark, quando è stata ricoverata ha provato paura e smarrimento, Mark la capiva come nessun altro, Andie è pentita del suo comportamento e gli chiede perdono, ma Pacey va via senza rivolgerle la parola. Pacey riaccompagna Joey a casa, quest'ultima prova a convincere l'amico a essere più clemente con Andie, ritenendo che Pacey non abbia il diritto di sentirsi ferito perché le emozioni sono mutevole e non vuole che lui faccia gli stessi errori commessi da Joey, avendo permesso alla propria rabbia di viziare i sentimenti che provava per Dawson.
Joseph ha riconsiderato le proprie convinzioni chiedendo a Jack di tornare a vivere con lui e Andie, ma nonostante abbia apprezzato l'offerta, per ora preferisce mantenere le distanze da suo padre, lasciando aperta la possibilità che in futuro lui cambi idea, finalmente Jack e Joseph hanno fatto un primo passo per ricucire il loro rapporto. Joey confessa a Dawson che vederlo insieme a Eve le ha fatto provare una sensazione di sollievo, perché ora ha compreso che tra loro due è finita, ritenendo che debbano frequentare altre persone, infatti anche se continuano ad amarsi ormai hanno capito che non hanno più bisogno di dipendere l'uno dell'altra.
Mentre Andie è tutta sola viene raggiunta da Pacey il quale ormai non appare più arrabbiato, Andie è mortificata per ciò che ha fatto chiedendogli di darle un'altra possibilità, ma Pacey decide di lasciarla: non è in collera con lei, infatti è consapevole che prima o poi finirà col perdonarla, ma quando i problemi di salute mentale di Andie iniziarono a manifestarsi Pacey capì subito che non aveva i mezzi per aiutarla, solo ora ha preso coscienza di quanto la loro relazione sia sempre stata sbilanciata perché Andie ha fatto di lui una persona migliore, ma Pacey al contrario non è capace di esserle di sostegno. Pacey pone così fine alla loro relazione.

## Test psicoattitudinale
- Titolo originale: None of the Above
- Diretto da: Patrick Norris
- Scritto da: Bonnie Schneider e Hadley Davis

### Trama
Si avvicinano i test psicoattitudinali ed Eve riesce a entrare in possesso delle domande consegnandole a Dawson, sigillate in una busta, in modo che egli possa disporne come meglio preferisce. Ormai Andie tratta Pacey con indifferenza, è evidente infatti che stanno reagendo alla loro rottura in due modi molto diversi: Andie ora è più determinata che mai, adesso c'è spazio solo per la propria ambizione, desidera prendere un ottimo punteggio ai test psicoattitudinali ed entrare ad Harvard, tra l'altro non esita a rinfacciare a Pacey la sua debolezza di carattere essendosi accorta che, col pretesto che la loro relazione è finita, lui è tornato a essere il ragazzo svogliato e vittimista che era all'inizio, infatti Pacey non mostra più il minimo interesse la propria carriera scolastica tanto che non vuole nemmeno prepararsi per i test psicoattitudinali.
Dawson, in una delle aule della scuola, mostra a Pacey, Jen, Jack, Andie e Joey la busta che Eve gli ha consegnato con dentro le domande del test, leggerle equivarrebbe ad avere un considerevole vantaggio al test e la certezza di ottenere un punteggio altissimo, tuttavia Andie e Joey sono contrarie a imbrogliare in maniera così spudorata. Ad un tratto, per via di un'esercitazione antincendio tutti sono costretti a uscire dall'aula, Dawson sbadatamente dimentica lì la busta e quando torna a riprenderla nota che è sparita: qualcuno tra i suoi amici si è appropriato delle domande.
Non volendo essere complice di un imbroglio, Dawson esorta i suoi amici a restituirgli la busta, rivolgendosi al responsabile del furto, dando alla persona interessata la possibilità di riporre la busta nell'armadietto di Dawson, ma è tutto inutile, le domande del test non vengono restituite. Eve mette Dawson contro Pacey ritenendo che tra i suoi amici è quello che più di tutti, per natura, è propenso alla disonestà e che dunque è il colpevole più probabile. 
Invece che prepararsi per il test, Pacey preferisce ubriacarsi, sta soffrendo troppo per la fine della sua relazione con Andie, viene poi raggiunto da Dawson, e i due si mettono a litigare, anche perché Pacey non tarda a capire che Dawson vuole accusarlo del furto della busta. Pacey si difende dalle accuse in maniera troppo provocativa, infatti è evidente che cerca la lite, Dawson poi lo accusa di essere stato ingiustamente crudele con Andie dato che ha preferito giudicarla piuttosto che perdonarla, mentre Pacey gli rinfaccia di aver fatto arrestare il padre di Joey, i due ragazzi si mettono poi a fare a pugni venendo fermati da Joey che prende le difese di Pacey trovando ingiusto che Dawson abbia reagito con tanta aggressività.
Dawson capisce di aver esagerato e si arrabbia con Eve, non vuole avere più nulla a che fare con lei avendo compreso che con i suoi comportamenti ambigui e spregiudicati lo sta mettendo su una cattiva strada. Il giorno del test psicoattitudinale è arrivato ma Dawson e Pacey, in segno di solidarietà reciproca, decidono di non sostenerlo, i due così si riconciliano, tuttavia a fine episodio di scopre che a rubare la busta con dentro le domande è stata Andie.

## Un bacio da 500 dollari
- Titolo originale: Home Movies
- Diretto da: Nick Marck
- Scritto da: Jeffrey Stepakoff

### Trama
Gail offre a Dawson la possibilità di girare un servizio che verrà mandato in onda in un'emittente televisiva, lui accetta e decide di girare un'intervista su Jack, in quanto atleta omosessuale, la sua figura attira interesse. Green sorprende in flagrante Joey e Pacey che tentano di marinare la scuola, non solo riesce a impedirglielo, ma per punirli li costringe a indossare il costume da mascotte della scuola alla partita di football.
Green ha intenzione di parlare con Andie, la quale è preoccupata temendo che abbiano scoperto che ha imbrogliato ai test psicoattitudinali, la rottura con Pacey l'ha devastata più di quanto non volesse ammettere, e per compensare la perdita del proprio fidanzato si è voluta concentrare sulle sue ambizioni scolastiche, ma ora teme le conseguenze di ciò che accadrà adesso che ha la certezza assoluta che Green ha scoperto che Andie aveva rubato le domande del test. Mitch cerca di costringere Dawson a non montare l'intervista, Jack è la loro arma segreta ma se dovesse gettare su di lui troppa attenzione la squadra avversaria adotterebbe delle contromisure per osteggiarlo in partita. Dawson però fa comunque mandare in onda il servizio da lui girato, facendo arrabbiare il padre. 
Jen scopre che, come capo del corpo delle cheerleader è stata messa all'asta: dovrà baciare il ragazzo che offrirà più soldi. Jen lo trova inaccettabile, si dimette dalle cheerleader, tuttavia benché accettino la sua decisione avendo già trovato una sostituta, la pregano di rendersi disponibile per il bacio, perché il ragazzo che ha offerto la cifra più alta ha chiesto espressamente di baciare proprio lei. Jen accetta dopo aver saputo che il denaro verrà devoluto in beneficenza ai bambini orfani.
Durante la partita Jack viene costantemente placcato, a Dawson e Jen però viene un'idea: i giocatori devono sporcare le proprie divise in modo che il numero di maglia non sia ben riconoscibile inoltre le cheerleader truccano i giocatori, adesso per gli avversari sarà più difficile identificare Jack. Il piano funziona, Henry fa un lancio lungo permettendo a Jack di fare il touchdown che consegna alla squadra del liceo di Capeside la vittoria.
Andie scopre che le proprie preoccupazioni erano infondate, Green voleva solo informarla che metterà in piedi un comitato disciplinare e vorrebbe che Andie ne prendesse parte. Jen scopre che il ragazzo che ha fatto l'offerta più alta per il bacio è Henry, ha racimolato i soldi vendendo un cimelio sportivo a cui era molto affezionato, il paradenti di Doug Flutie. Jen scopre che gli studenti l'hanno eletta Reginetta di Capeside.
Joey e Pacey, astutamente, non erano presenti alla partita avendo convinto alcuni dei loro compagni di scuola a sostituirli come mascotte, poi Pacey mostra a Joey una barca danneggiata, è stato un amico di suo padre a recuperarla e dato che il precedente proprietario non la voleva più, Pacey l'ha acquistata, desidera ristrutturarla, inoltre ha già deciso come chiamarla: True Love ("vero amore").

## Una madre sconosciuta
- Titolo originale: Indian Summer
- Diretto da: Lou Antonio
- Scritto da: Gina Fattore e Tom Kapinos

### Trama
Dawson, dalla sua camera da letto, vede Eve uscire furtivamente nel cuore della notte dalla casa di Evelyn e Jen, ormai Dawson è sempre più ossessionato da lei, tanto che decide di scoprire chi è realmente Eve, chiede alla segreteria della scuola ma il suo nominativo non è nei registri, chiaramente non si era mai iscritta nel loro liceo. Rob chiede a Joey di uscire con lui, ma la ragazza rifiuta l'invito, non sopporta le sue attenzioni tenendo presente che Joey, al contrario di Rob, è ancora una minorenne.
Henry non riesce a dichiararsi a Jen per via della propria timidezza, Jack allora decide di dargli una mano: dà appuntamento a Jen ma al suo posto c'è Henry, combinando così un'uscita tra i due. Jen però la prende molto male rimproverando entrambi, Henry per la sua immaturità dal momento che, invece che chiederle di uscire lui direttamente, si è avvalso della complicità di Jack, e quest'ultimo per averla presa in giro dato che per via del senso di solidarietà maschile che lo lega a Henry ha manipolato l'amica affinché uscisse con lui benché Jen non nutra interesse nei suoi confronti.
Pacey e Dawson si mettono a pedinare Eve che va al molo, entra in un cabinato e quando va via Dawson vi trova dentro una foto di una giovane ragazza che Eve aveva lasciato lì. Doug spiega a Dawson che quel cabinato appartiene a una vecchia coppia sposata che occasionalmente fa tappa a Capeside.
Joey scopre che Andie uscirà con Rob per un appuntamento al cinema, infatti Rob andava a scuola con Tim, il defunto fratello di Andie. Data la brutta opinione che Joey ha di Rob sapendo che lui vuole solo fare sesso con Andie, non si sente a proprio agio all'idea che Andie esca con lui, quindi va al cinema per tenerli d'occhio e quando Andie nota la sua presenza si arrabbia con lei trovando le preoccupazioni di Joey inutili quanto inappropriate. Andie rivela a Joey che è consapevole che Rob vuole venire a letto con lei ma la cosa non le crea problemi sottolineando quanto Joey sia condizionata dalla propria inesperienza con i ragazzi, gli unici con cui è stata sono Jack e Dawson, e la sua ossessione per quest'ultimo non ha fatto che spingerla verso l'isolamento, tanto che ormai si rifiuta di uscire con altri ragazzi, aggiungendo che Joey, essendo orgogliosa e con un carattere rigido, non comprende che le ragazze spesso sono attratte di tipi come Rob proprio perché trovano affascinante il loro carattere arrogante e sfacciato.
Eve va a trovare Dawson a casa sua chiedendogli di restituirle la foto, spiegandogli che quella ragazza è sua madre: aveva scoperto per puro caso che i propri genitori l'avevano adottata, è venuta a Capeside perché indagando è venuta a conoscenza del fatto che la madre biologica viveva da queste parti, tuttavia non è riuscita a trovarla, ha vissuto abusivamente in quel cabinato, comunque ormai Eve ha deciso di lasciare Capeside, infatti era entrata nella casa di Evelyn per rubare qualche oggetto di valore e racimolare i soldi per il biglietto del treno. Eve e Dawson si dicono addio da buoni amici.
Rob licenzia Joey dato che lei, per venire al cinema, ha saltato il suo turno di lavoro. Jack si scusa con Jen per come si è comportato, voleva solo che lei trovasse un ragazzo che potesse amarla; Jen lo perdona ma gli fa capire che adesso non cerca relazioni sentimentali, ora l'unica cosa che le serve è avere Jack al suo fianco perché lui è l'amico migliore che abbia mai avuto. Jen ha capito che Jack voleva che lei e Henry si mettessero insieme per compensare la mancanza di amore nella propria vita, ritenendo che è Jack che debba trovare qualcuno con cui avere una relazione di natura romantica, in effetti Jack ammette che gli piacerebbe innamorarsi, ma in una piccola cittadina come Capeside è virtualmente impossibile.
Dawson va a casa di Evelyn per regalarle un condizionatore d'aria, e vede una foto di Evelyn insieme a una ragazza adolescente, identica alla madre di Eve, scoprendo che si tratta di Helen, la figlia di Evelyn e madre di Jen. Ciò suggerisce che il vero motivo per cui Eve era entrata nella loro casa non era per rubare, ma per cercare indizi sulla madre, probabilmente Eve aveva scoperto che Helen è la sua madre biologica, ciò vuol dire che Eve è la sorellastra di Jen.

## Segreti e bugie
- Titolo originale: Secrets and Lies
- Diretto da: Greg Prange
- Scritto da: Greg Berlanti e Alex Gansa

### Trama
Joey e Bessie decidono di trasformare la loro casa in un bed & breakfast, infatti è stata un'idea di Joey, inoltre il padre di Pacey mette gli agenti del dipartimento dello sceriffo a disposizione per i lavori di ristrutturazione. Ora che Jen è stata eletta Reginetta di Capiside viene introdotta nell'alta società locale, le vengono presentate le reginette elette che l'hanno preceduta, tra cui Constance Freckling, la più anziana tra le ex reginette: dal momento che Jen è la Reginetta di Capeside in carica per tradizione deve aiutare Constance con i preparativi del Galà della Reginetta, che si terrà nella villa di Constance, in occasione dell'evento Gail torna a Capeside.
Andie telefona a Joey chiedendole di venirla a prendere da una festa a casa di Rob, dal tono di voce sembra sconvolta, quindi Joey e Pacey vanno a prenderla scoprendo che Rob l'aveva portata nella sua camera da letto e che aveva tentato di forzarla a fare sesso con lui. Pacey colpisce Rob con un pugno intimandogli di non avvicinarsi più a Andie, tuttavia Rob appare confuso, affermando di non aver fatto nulla di male a Andie.
Constance è decisamente delusa dallo scarso entusiasmo di Jen, la quale infatti non dà molta importanza al galà né tento meno al suo ruolo di reginetta. Jen scopre che Henry lavora per Constance come tuttofare, sono vicini di casa da dieci anni, lei non si è mai sposata e non ha figli, il Galà della Reginetta è uno dei pochissimi eventi sociali a cui prende parte, a quel punto Jen capendo quanto tutto ciò sia importante per Constance decide di contribuire all'allestimento della festa con più partecipazione.
Pacey porta Andie sulla barca che sta ristrutturando, dall'atteggiamento di Andie è evidente che è ancora innamorata di lui, non accetta che tra loro due sia finita, e nonostante il disagio di Pacey lui e Andie si baciano a causa delle insistente di quest'ultima. Rob si presenta a casa di Joey affermando di essere estraneo alle accuse di Andie, temendo che possano denunciarlo alla polizia per tentato stupro, racconta a Joey la sua versione della storia: era stata lei a chiedergli di portarla nella sua camera da letto, ma dopo averla baciata Andie è entrata nel panico, tuttavia Rob non ha tentato di farle del male.
Joey comincia a sospettare che le parole di Rob corrispondano al vero notando che Andie non sembra più turbata, non vuole nemmeno denunciarlo, infatti sembra felice dando per scontato che lei e Pacey siano sulla buona strada per tornare insieme. Purtroppo Pacey è costretto a disilluderla, non ha nessuna intenzione di tornare con Andie, quel bacio è stato un errore. Andie è convinta che il rifiuto di Pacey sia solo un pretesto per punirla per averlo tradito con Mark, lo scongiura di perdonarla perché da quando è uscita dalla clinica la compagnia di Pacey è l'unica cosa che le ha dato felicità; Pacey le spiega che non è arrabbiato con lei per quello che è accaduto con Mark, in realtà non ritiene che l'averlo tradito sia stato un errore, ma solo la conferma che in fondo Andie aveva sempre saputo che Pacey non è il ragazzo giusto per lei.
Al Galà della Reginetta, al quale prendono parte anche Dawson, Henry e Gail, tra lo stupore generale Jen organizza uno spettacolo canoro invitando delle drag queen per l'esibizione, tuttavia si rivela un successo, infatti gli invitati si divertono. Dawson scopre che Gail ha perso il lavoro, non essendo più abbastanza giovane non la ritenevano adatta come volto televisivo. Jen rivela a Constance che ha rivalutato le proprie convinzioni avendo capito che fare vita mondana può essere divertente. Constance racconta a Jen il suo triste passato: il suo fidanzato dopo averle chiesto di sposarla, decise di fuggire con un'altra abbandonandola, quell'umiliazione le impedì di fidarsi ancora di un uomo ed è rimasta sola, chiedendo a Jen di avere rispetto per i sentimenti di Henry, perché è ovvio che lui la ama ma se Jen non lo ricambia deve avere il coraggio di essere onesta nei suoi confronti. Jen spiega a Henry che loro due non possono stare insieme, può volergli bene solo come amica, Henry è ancora molto giovane e anche se pensa di amarla finirà inevitabilmente con l'innamorarsi di altre ragazze.
Andie va a casa di Joey, è arrabbiata con lei credendo erroneamente che Pacey non si sia voluto rimettere con Andie per via di Joey, temendo che quest'ultima lo abbia in qualche modo condizionato, ma Joey giura di non essersi intromessa, in ogni caso ammette che nutre dei sospetti sulle accuse che Andie aveva lanciato contro Rob, temendo che fosse tutta una manipolazione allo scopo di tornare con Pacey. Andie si limita a dirle «tu non sai cosa sono capace di fare» lasciando intendere che Rob non stava mentendo, Andie si era inventata tutto nella speranza di tornare con il suo ex, infine Joey dà il suo conforto a Andie la quale ormai ha capito che lei e Pacey non torneranno più insieme.

## L'isola delle streghe
- Titolo originale: Escape from Witch Island
- Diretto da: James Whitmore, Jr.
- Scritto da: Tom Kapinos

### Trama
Green assegna un compito ai suoi studenti, una ricerca incentrata sul processo alle streghe di Salem, Dawson lo convince a dargli il permesso di sostenere il compito sotto forma di film-documentario e per fare questo si reca assieme a Pacey, Jen e Joey alla Witch Island, dove tredici ragazze vennero condotte e uccise bruciate vive con l'accusa di stregoneria. 
Intanto Andie convince Green a darle il permesso di imporre agli studenti l'osservanza delle regole dello statuto scolastico, e Andie coglie ogni occasione per riprendere i suoi compagni di scuola per ogni cosa che lei identifica come una trasgressione, aiutata da Belinda. Intanto un traghettatore, porta Dawson, Jen, Pacey e Joey alla Witch Island, proprio lì incontrano la guida Wendy che mostra ai ragazzi le tombe delle giovani donne bruciate vive, tuttavia Joey nota che le tombe sono dodici benché la storia raccontava che le ragazze giustiziate per stregoneria erano tredici. Wendy racconta la storia di Mary: era orfana e si innamorò di William, il figlio dei suoi genitori adottivi, quando scoprirono la loro relazione venne allontanata da William con l'accusa di stregoneria, sono stati narrati due possibili finali della storia, secondo cui William venne sull'isola e la portò in salvo impedendole di morire ma altri raccontano che Mary era una vera strega e che ancora adesso lei infesti l'isola.
Joey e Dawson inevitabilmente affrontano i problemi legati al loro amicizia, Joey non nega che è delusa da lui, non tanto per il fatto che non voglia più essere il suo ragazzo, ma più per la distanza che si è venuta a creare nel loro rapporto, dato che ormai Dawson non è più nemmeno un amico per lei, non trascorrono più il loro tempo insieme. Per tanto tempo ha visto in Dawson un sostegno, anche nei momenti peggiori, ma ormai sta rinunciando all'idea che Dawson sia una persona su cui poter fare affidamento.
Il sole sta per tramontare e Pacey si allontana dal gruppo, Jen va a cercarlo, il traghettatore di appresta a portarli via ma Dawson e Joey gli chiedono di aspettare Jen e Pacey, ma lui si rifiuta perché di notte quell'isola diventa stranamente pericolosa, quindi prende il largo da solo lasciando lì i quattro ragazzi. Dawson e Joey si ricongiungono con Pacey e Jen e raggiungono la chiesa abbandonata dove le ragazze accusate di stregoneria vennero bruciate vive passando lì la notte. Pacey e Jen discutono sull'amore e sul fatto che esso comporti troppi rischi, mentre teoricamente una relazione di solo sesso, oltre a essere divertente, è decisamente meno problematica, i due poi arrivano a baciarsi, ma ad un tratto la chiesa si mette a tremare e si innalzano delle fiamme, i ragazzi terrorizzati fuggono via e trovano una barca con la quale abbandonano l'isola.
Gli studenti, esasperati dalle rigide regole imposte da Andie e Belinda, chiedono aiuto a Green il quale è costretto a rimproverare Andie che a sua insaputa stava costringendo i suoi compagni di scuola ad osservare delle regole di condotta che erano state approvate nel 1957 e che ormai non sono più in vigore. Dawson mostra agli studenti il video girato sulla Witch Island, una compagna di scuola nota però che nelle riprese appaiono le sagome di due persone nascoste nel buio, lasciando supporre che si tratti di Mary e William, un dubbio che resterà irrisolto.

## Amici per sempre
- Titolo originale: Guess Who's Coming to Dinner
- Diretto da: Jim Charleston
- Scritto da: Heidi Ferrer

### Trama
È il Giorno del Ringraziamento e Jen scopre che la propria madre Helen è venuta a trovarla, il marito è in Europa per lavoro e dunque, pur di non rimanere sola, è venuta a Capeside a trovare Jen e Evelyn. Ormai Gail è tornata a vivere insieme a Dawson e Mitch, mentre Pacey decide di trascorrere il ringraziamento con Jen, dando per scontato di non incontrare Andie dato che quest'ultima aveva in programma di trascorrere la giornata con Jack e il padre, ma dato che Joseph è impegnato con il lavoro a Chicago, Andie e Jack decidono di pranzare con la famiglia di Jen, e questo genera della tensione tra Andie e Pacey.
Jen e Evelyn accolgono nella loro casa per il Giorno del Ringraziamento anche Dawson, Gail, Mitch, Joey, Bessie e Alexander, purtroppo per Jen non è facile accettare la presenza di Helen, non riesce a perdonarla per averla mandata a Capeside abbandonandola. Dawson confessa a Helen che ha conosciuto Eve, la figlia illegittima che lei ha avuto, tenta di convincerla a confessare la verità a Jen, dato che esiste la concreta possibilità che un giorno Eve decida di conoscere la sorellastra, e se Jen sapesse da lei la verità piuttosto che dalla madre ciò la farebbe soffrire.
Andie e Pacey finalmente iniziano a mettere da parte le loro divergenze anche per merito di Joey e Jack: infatti quest'ultimo fa capire a Pacey che per quanto lui abbia sofferto per il tradimento di Andie anche lui le ha spezzato il cuore quando ha deciso di lasciarla, mentre Joey fa comprendere a Andie che sebbene Pacey tenti di nasconderlo le vuole ancora bene.
Helen confessa a Jen che Eve è sua figlia, è un segreto che ha nascosto per anni, ha avuto Eve durante l'adolescenza, il marito di Helen è all'oscuro di tutto ciò. Jen si arrabbia accusando Helen di aver sempre preferito l'approvazione del marito all'affetto della figlia, infatti anche se Helen e il marito non si amano sono rimasti insieme solo perché Helen non è capace di emanciparsi, ma non rimpiange di aver mandato Jen a vivere da Evelyn constatando che a Capeside lei ha trovato dei veri amici.
Dawson si arrabbia con Gail e Mitch avendo notato che da quando sua madre è tornata a Capeside lei e l'ex marito si comportano ancora come una coppia sposata, e per lui ciò è inappropriato, facendo capire a entrambi che per il bene della loro famiglia non possono continuare a relazionarsi in maniera così ambigua. Quando Jen confessa a Pacey che la madre ha avuto una figlia illegittima, lui abbraccia l'amica convincendola a mostrare clemenza con Helen spiegandole che pure i genitori sbagliano e che la loro vita non è meno problematica di quella dei figli.
Helen lascia Capeside tuttavia Jen fa in tempo a salutarla, riuscendo parzialmente a perdonarla avendo capito che il disprezzo che Helen prova nei propri confronti è il vero motivo per cui non è mai stata capace di essere una buona madre. Calata la notte Dawson, Pacey, Andie, Jack, Jen e Joey si divertono insieme seduti attorno a un fuoco capendo che l'amicizia che li unisce è un dono prezioso.
- Altri interpreti: Mel Harris (Helen Lindley)

## Scuola di ballo
- Titolo originale: Four to Tango
- Diretto da: James Whitmore, Jr.
- Scritto da: Gina Fattore

### Trama
Jen e Pacey si baciano nella camera da letto di Dawson ma non riescono a fare sesso, costretti a constatare che tra i due non c'è attrazione, poi quando arriva Dawson lui sorprende Pacey da solo (Jen ha fatto in tempo a fuggire dalla finestra) non capendo per quale motivo è lì, notando però la busta di un profilattico. Da quando Dawson ha scritto sul proprio sito web dal storia di Jack, quest'ultimo è diventato popolare come atleta gay, riceve varie e-mail, una da un ragazzo di nome Ben Street, che pare aver vissuto la sua stessa situazione, Andie incoraggia il fratello a uscire con lui.
I voti di Pacey stanno peggiorando, soprattutto in matematica, il consulente scolastico è preoccupato per lui dato che risulta lo studente più problematico, dato che tra lui e Andie è finita e non potendo più contare sull'amore e il sostegno della sua ex, ha perso ogni motivazione. Chiede aiuto a Joey per delle ripetizioni, lei accetta ma a patto che Pacey le faccia da accompagnatore alla scuola di ballo, la quale mette a disposizione 1500 dollari al miglior studente liceale che prende parte al corso.
Dawson inizia a temere che Joey e Pacey facciano sesso, si mette a seguirli con Jen, vedendoli insieme alla scuola di ballo, scoprendo che trascorrono il loro tempo insieme solo perché partecipavano alle lezioni, oltre al fatto che Joey sta aiutando Pacey con lo studio. Però sembra ovvio che Dawson nutra dei dubbi sui sentimenti che Joey prova per Pacey, anche se lei afferma che sono soltanto amici. Pacey tuttavia rimprovera Dawson per la sua mancanza di coerenza, perché nonostante lui stesso abbia allontanato Joey, non sa reprimere la propria gelosia alla sola idea che lei possa stare con un altro ragazzo, facendogli capire che se desidera tornare con Joey aspettare troppo potrebbe ritorcerglisi contro perché prima o poi qualcuno riuscirà a portargliela via.
Pacey e Jen, mentre sono soli nel camerino dei soprabiti, si baciano, ma proprio mentre stavano per fare sesso, vengono sorpresi da Joey e Dawson, quest'ultimo capisce che Pacey era in compagnia di Jen quando lo aveva trovato nella propria camera da letto, e questo spiega il profilattico scartato. Joey si arrabbia trovando umiliante che Pacey e Jen, pur non provando niente l'uno per l'altra, vogliano fare sesso senza coinvolgimenti emotivi, ciò la porta a litigare con Pacey.
Dawson fa capire a Joey che, anche se può apparire sbagliato che Pacey e Jen volessero ignorare la propria solitudine con il sesso, lei non può aspettarsi che tutti i rapporti siano motivati dall'amore e dai sentimenti, perché il desiderio fisico e sessuale è qualcosa che non può essere sempre represso. Jen inizia a capire che Joey e Pacey provano qualcosa l'una per l'altro e che lei, vedendoli insieme, aveva reagito così severamente perché aveva creduto erroneamente che Jen e Pacey avevano già fatto sesso. Ormai sia Jen che Pacey si rassegnano: non possono fare l'amore perché tra loro non c'è niente, Jen gli dà un tenero bacio essendogli riconoscente di non aver fatto sesso con lei. 
Pacey chiarisce le cose con Joey spiegandole di non aver fatto sesso con Jen, i due fanno pace anche perché Joey ammette di aver reagito in maniera troppo severa. Jack va in una caffetteria dove lui e Ben si sono dati appuntamento, ma all'ultimo momento non trova il coraggio di conoscerlo e torna a casa. Confessa a Andie che non riesce ancora ad accettare la propria diversità, tuttavia la sorella ritiene che la paura non è necessariamente una cosa negativa, ma la semplice conferma che Jack non è pronto per frequentare altri ragazzi.
- Altri interpreti: Amy Parrish (Penny Pretty), Jason Davis (sig. Kapinos), Tony Schnur (Ben Street), Gloria Crist (Insegnante)

## Incontri ravvicinati
- Titolo originale: First Encounters of the Close Kind
- Diretto da: Greg Prange
- Scritto da: Leslie Ray

### Trama
Dawson, Joey, Jack e Andie visitano per la prima volta il college di Harvard, c'è un film-festival e Dawson ha intenzione di presentare il documentario girato sulla Witch Island, mentre Joey trascorrerà la notte in una delle camere del dormitorio dividendola con uno studente dell'università, A.J. scoprendo che lui è pure l'assistente del professore della facoltà di letteratura.
Dawson e Joey sono costretti a constatare quanto sia difficile per loro districarsi in un ambiente così competitivo, molto diverso dalla realtà di provincia di Capeside alla quale sono abituati, ad esempio A.J. tenendo una lezione mette in evidenza quanto i gusti letterari di Joey siano superficiali dato che sono soltanto un'espressione del suo stesso egocentrismo, mentre il film di Dawson non ottiene nessun consenso dal pubblico.
Intanto Andie fa amicizia con Fran Boyd la quale lavora alla segreteria, le racconta i traumi famigliari che ha vissuto, come la morte del fratello e il crollo psicologico della madre. Fran intuisce che il desiderio di Andie di frequentare Harvard è soprattutto un pretesto per compensare il proprio senso di inadeguatezza, ma cerca di farle capire che le ambizioni non sono necessariamente la chiave per una vita felice.
Dawson conosce Nikki Green, anche lei partecipa al film-festival, i due si prendono subito in antipatia, specialmente quando lei gli fa notare che il film girato da Dawson non esprimeva sensazioni, al contrario il film di Nikki conquista il pubblico pur non vincendo, tanto che anche Dawson è rimasto affascinato dal talento cinematografico della ragazza.
Joey, nonostante A.J. all'inizio non le avesse fatto una buona impressione, lo rivaluta più positivamente quando lui si rivela un ragazzo gentile, tanto da mostrarle una copia originale di Piccole donne scritta da Louisa May Alcott, il romanzo preferito di Joey. Jack va in un locale per gay, però si sente completamente fuori posto, addirittura scappa terrorizzato quando un uomo ci prova con lui.
Il gruppo di amici torna a Capeside, e Dawson scopre che Nikki è diretta lì, è la figlia del preside Green, i suoi genitori hanno divorziato e dato che la madre si è trasferita a Chicago lei ha deciso di vivere per un po' con suo padre. Joey saluta A.J. il quale è visibilmente attratto da lei, tanto da chiederle di uscire e a quel punto Joey gli scrive sulla mano il suo numero di telefono. Mentre Jack è sul treno conosce un ragazzo gay di nome Ethan, anche lui è di Capeside, si è trasferito ma ora ha deciso di tornarci a vivere dato che tra lui e il suo ragazzo è finita, e i due iniziano velocemente a fare amicizia.

## Il grande passo
- Titolo originale: Barefoot at Capefest
- Diretto da: Jan Eliasberg
- Scritto da: Bonnie Schneider e Hadley Davis

### Trama
Mentre Jack e Jen sono al supermercato a fare la spesa incontrano per caso Ethan, il quale invita Jack al festival musicale di Capeside, ovvero il "Capefest". Benché Gail sia tornata a vivere a Capeside, preferisce non abitare con Dawson e Mitch, trasferendosi infatti in un appartamento tutto suo, è ovvio che per Dawson non è ancora facile accettare totalmente il divorzio dei suoi genitori.
Dawson trova irritante la presenza di Nikki a scuola, dato che si è appropriata dell'attrezzatura cinematografica che Dawson voleva usare per un suo progetto, tuttavia quando il padre di Nikki lo convince a pranzare con loro, Dawson inizia a conoscerla meglio. Nota che la camera da letto di Nikki, contrariamente a quella di Dawson che è tappezzata di poster e cimeli cinematografici, non tradisce l'amore che la ragazza prova per il cinema, lei stessa ammette che preferisce coltivare più passioni insieme perché lo ritiene il modo migliore per esprimersi come regista. Dal momento che anche i genitori di Nikki hanno divorziato, Dawson le confessa che ancora adesso, benché tenti di mascherarlo col proprio egocentrismo, non è facile accettare che il matrimonio di Mitch e Gail sia finito.
Intanto Jen e Jack vanno al Capefest dove quest'ultimo tenta di allacciare un'amicizia con Ethan, grazie a lui Jack inizia a familiarizzare di più con la propria sessualità, anche perché Ethan è il primo ragazzo gay con cui abbia mai interagito. Jen invece incontra Henry il quale non è affatto contento di vederla benché Jen si sforzi di essere gentile con lui, il ragazzo è arrabbiato perché è da settimane intere che loro due hanno smesso di frequentarsi nonostante Jen gli avesse offerto la propria amicizia.
Andie decide di lavorare all'allestimento del teatro della scuola, come assistente del professor Broderick, scoprendo che egli ha scelto Pacey come attore protagonista, quest'ultimo ha accettato soltanto perché gli è stato promesso un voto migliore in letteratura. All'inizio Andie mal sopportava la presenza di Pacey, ma poi cambia idea dato che lui riesce a metterla di buon umore, aiutandola a sopportare il carattere pretenzioso e arrogante di Broderick.
Quando Joey entra nella camera da letto di Dawson si arrabbia vedendo che lui sta togliendo tutti i poster cinematografici che prima tanto amava, lui ammette che conversare con Nikki gli ha fatto capire quanto il divorzio di Gail e Mitch lo abbia condizionato, adesso avverte il bisogno di cambiare come persona, anche perché non è più lo stesso ragazzo di prima. Joey lo accusa di essere debole di carattere ritenendo che lui si sta facendo condizionare da Nikki, proprio come successe con Eve, tuttavia Dawson non accetta queste insinuazione, dato che per lui Nikki è solo un'amica, non ritenendo appropriato che Joey diventi preda della gelosia ogni volta che lui si avvicina a una ragazza. È ormai evidente che per Joey è sempre più doloroso accettare che lei e Dawson si stanno allontanando dato che quest'ultimo ha mostrato quasi indifferenza davanti al tentativo di A.J. di corteggiarla.
Ethan viene derubato della sua tenda, dunque Jack condivide con lui la sua trascorrendo la notte a dormire insieme. Henry invece perdona Jen quando lei con umiltà ammette di essere più immatura di quanto pensasse, rendendosi conto che amava le attenzioni che Henry le riservava ma che lui al contrario soffriva molto per via del suo amore non corrisposto, infatti contrariamente a Henry lei ammette di non aver mai amato con tanta intensità. Il mattino dopo Ethan, intuendo che Jack è attratto da lui e che desidera qualcosa di più di un'amicizia da parte sua, gli spiega che non prova per Jack quel tipo di interesse dato che quest'ultimo non ha esperienza con i ragazzi.
Joey va nella camera da letto di Dawson e, capendo di non essersi comportata bene con lui, gli regala un poster di Imagine che Dawson potrà appendere alla parete della propria stanza, ricordandogli di quando loro due insieme amavano ascoltare la musica dei Beatles e Dawson sognava di diventare un musicista, la conferma che il cinema non è stata sempre la sua sola passione. Joey ha capito che Dawson ha bisogno di trovare una nuova identità rassegnandosi al fatto che questo è un percorso che lui non farà al suo fianco.

## Torna a casa, Jack!
- Titolo originale: A Weekend in the Country
- Diretto da: Michael Katleman
- Scritto da: Jeffrey Stepakoff

### Trama
Il bed & breakfast Potter viene aperto e gli affari non vanno a gonfie vele, infatti non ci sono prenotazioni. Henry chiede a Jen di uscire con lui, ma la ragazza sembra in qualche modo bloccata benché appaia ovvio che Henry le piaccia molto. Andie prova a convincere Jack a tornare a casa, Joseph lo rivuole con loro, ma Jack pare determinato a rimanere a vivere con Jen e Evelyn. Dawson propone di girare un video del bed & breakfast e metterlo sul sito cittadino, mentre Pacey invita al bed & breakfast Fred Fricke, famoso per le sue recensioni sperando che, tramite un suo eventuale consenso positivo, ciò porti buona pubblicità all'attività delle sorelle Porter, le quali non possono contare sull'aiuto di Bodie dato che lui è fuori città.
Pacey si fingerà un dipendente del bed & breakfast inoltre invita Dawson, Jen, Andie, Jack, Evelyn, Gail e Mitch ad alloggiare lì durante la permanenza di Fricke, si spacceranno per dei clienti. Purtroppo Fricke non sembra molto contento del bed & breakfast, anche perché non è stato ancora totalmente ristrutturato, purtroppo Bessie e Joey hanno investito nella loro attività tutti i risparmi che avevano, se non inizieranno ad ottenere dei profitti dovranno rivolgersi a una società finanziaria e accendere un'ipoteca sulla casa. Pacey si sente frustrato non ritenendo di aver dato a Joey e Bessie l'aiuto di cui avevano bisogno, ma Mitch lo convince a essere meno severo nei propri riguardi perché, a suo dire, Joey è fortunato ad avere un amico come lui dato che Pacey ha lavorato sodo per darle una mano.
Dawson trova fastidioso che Gail e Mitch si comportino da amici, ritenendola un'espressione della loro incapacità di mettere ordine nel loro rapporto, anche ora che hanno divorziato. Mitch spiega al figlio che Gail si sente confusa e smarrita da quando ha perso il suo lavoro, è per questo che si sforza di essere per la propria ex moglie un buon amico, perché indipendentemente dal divorzio Mitch tiene a lei e non smetterà mai di prendersi cura di Gail.
Per Andie è difficile constatare quanto Jack sia felice di condividere la casa con Jen e Evelyn, si è perfettamente integrato nella loro famiglia, non lo biasima se non vuole tornare a vivere con lei e Joseph. Adesso Jack ha capito che sua sorella ha mentito: non è Joseph che lo rivuole a casa, ma lei, si sente sola e vorrebbe nuovamente suo fratello accanto a sé.
Jen confessa a Dawson che ha paura di perdere Henry se lui sapesse del difficile passato che lei ha vissuto, proprio come accadde con Dawson quando loro due stavano insieme temendo che Henry possa giudicarla male come fece lui. Dawson le fa capire che non necessariamente Henry reagirebbe come lui, Dawson era spaventato dalle brutte esperienze che Jen aveva sperimentato ma ora ha capito di aver affrontato la cosa nel modo sbagliato, perché ciò che fa di Jen una ragazza eccezionale è il fatto che lei è una persona vera e autentica.
Intanto Evelyn accende il fuoco nel camino, e mentre sono tutti insieme nel salotto lei rievoca il ricordo del defunto marito, amava guardarlo mentre lui si addormentava davanti al fuoco, Fricke assistendo alla scena rimane piacevolmente colpito visto il calore tra tutte le persone presenti. Il mattino dopo Joey, Andie, Pacey, Jack, Jen e Dawson si divertono in cucina a preparare la colazione, Fricke è pronto a fare una buona recensione del bed & breakfast anche grazie a Bodie che ha contribuito alla cucina, infatti per la felicità di Joey e Bessie è ritornato.
Dawson ringrazia Pacey per aver dato a Joey la sua amicizia, una volta Pacey era preda della propria superficialità, ma ora è un ragazzo migliore, e il merito non è stato solo di Andie. Jen trova la forza di confessare a Henry il suo problematico passato, lui reagisce in maniera matura affermando che le difficili esperienze che ha affrontato non hanno fatto altro che renderla una persona migliore. Jack abbraccia Evelyn e Jen ringraziandole per avergli dato non solo ospitalità, ma anche affetto, però adesso ritiene che la cosa giusta è tornare a vivere con la propria famiglia per il bene di Andie. In linea con quello che aveva detto Evelyn, mentre Joey si addormenta sul divano davanti al fuoco, Pacey si mette a guardarla a conferma del fatto che ormai si è innamorato di lei.
- Nota. Il titolo italiano di questo episodio fa riferimento al film del 1991 Hook - Capitan Uncino, in cui i pirati di Capitan Uncino pronunciano per sbaglio questa frase al figlio di Peter Pan.

## L'aurora boreale
- Titolo originale: Northern Lights
- Diretto da: Jay Tobias
- Scritto da: Gina Fattore

### Trama
Si avvicina la prima dello spettacolo di Pacey e lui vorrebbe che Joey lo vedesse; lei però ha un appuntamento con A.J. e quindi con dispiacere dell'amico non sarà presente. Broderick sta male per via dei calcoli renali, quindi dà a Andie il permesso di dirigere la recita scolastica. Nikki si arrabbia con Dawson: voleva che lui la aiutasse su un film a cui sta lavorando, solo per scoprire che Dawson ha rinunciato al corso di cinema, dato che comunque è solo una materia facoltativa.
Henry e Jen escono insieme andando a vedere la recita di Pacey, tuttavia Jen porta con sé Evelyn, è evidente che cerca dei pretesti per non rimanere sola con Henry. Appare chiaro che Pacey è più geloso di Dawson all'idea che Joey esca con A.J. il quale la porta a un raduno di accademici per assistere all'aurora boreale che dovrebbe essere ben visibile a Capeside, tuttavia non è apparsa, comunque Joey e A.J. si scambiano il loro primo bacio.
La recita con Pacey come protagonista riscuote abbastanza successo, la famiglia di Pacey non è venuta ad assistere all'evento ma in realtà ciò che lo ferisce è il fatto che fosse Joey ad essere assente. Quest'ultima fa il suo arrivo a recita finita, confessa a Pacey che quella tra lei e A.J. sarà probabilmente una relazione a breve termine, il problema non è Dawson perché ormai ha capito di non provare più per lui l'amore che aveva prima, ma i sentimenti che nutre per A.J. non sono intensi e la loro è una storia senza prospettive.
Henry si arrampica sopra il palcoscenico minacciando di scendere solo a patto che Jen ammetta che prova imbarazzo accanto a lui, perché Jen ha capito che Henry gli piace ma non vuole accettarlo. Jen lo convince a scendere dopo essersi scusata con lui, Jen cerca di fargli capire che non deve sempre attirare la sua attenzione con questi espedienti perché ormai ammette di provare qualcosa lui, Henry è una persona innocente ed è questo il motivo per cui è attratta da lui, i due infine si baciano per la prima volta.
Nikki ritiene che Dawson stia esagerando a voler mettere le distanze dalla sua passione per il cinema, ma lui le confessa che ormai ha perso l'ingenuità che lo distingueva da bambino, quando aveva iniziato ad amare il mondo cinematografico, ma contemporaneamente anche se adesso è un ragazzo adolescente non riesce a godersi la vita a causa del suo bisogno ossessivo di razionalizzare, ecco perché ha bisogno di accantonare le sue passioni, sperando di trovare la felicità in nuovi stimoli.
Pacey e Andie conversano amichevolmente, lui sente di averla delusa perché ha partecipato alla recita solo per avere un voto meno modesto a letteratura, infatti Pacey pur sforzandosi non riesce a essere una persona volitiva, ma Andie non è affatto delusa da lui riconoscendo di aver sbagliato a cercare continuamente di cambiarlo, ritenendo che Pacey è già perfetto così com'è, fondamentalmente non cambierebbe mai niente di lui, e infine si abbracciano. Joey torna a casa e vede che c'è Dawson ad attenderla, i due si mettono a parlare e capiscono che allo stato dei fatti entrambi stanno cercando la loro strada ma senza avere dei punti di riferimento, poi ad un tratto appare l'aurora boreale, quella che Joey non ha potuto vedere con A.J. ammirandola insieme a Dawson.

## Una serata particolare
- Titolo originale: Valentine's Day Massacre
- Diretto da: Sandy Smolan
- Scritto da: Kevin Williamson e Tom Kapinos

### Trama
Dawson e Pacey tentano di aiutare Joey a migliorare nella guida ma con pessimi risultati, tra l'altro il loro compagno di scuola Matt Caufield per la notte di San Valentino ha in programma una festa in un luogo segreto, sia Dawson che Pacey intendono andarci, al contrario di Joey che non pare per nulla interessata. Kate Douglas, l'ex ragazza di Jack, arrivata da fuori città, accetta di trascorrere San Valentino con Jack e Andie, quest'ultima si è astenuta dal rivelarle che Jack è gay. Intanto Jack scopre la parola d'ordine per partecipare al party di Matt, tuttavia è necessario sapere dove si terrà la festa, quindi Pacey con astuzia lo scopre da Doug il quale gli rivela che, stando a delle voci, si sospetta che si svolgerà al golf-club.
Jen ha in programma un San Valentino romantico con Henry, il quale la porterà a cena in un ristorante, mentre Jack scopre che Kate recentemente si è lasciata con il suo ragazzo dopo che egli le aveva rivelato di essere gay, di conseguenza Jack non ha il coraggio di confessarle la verità temendo di umiliarla ulteriormente. Dawson, Andie, Kate, Pacey e Jack vanno al golf-club venendo poi raggiunti da Joey, che ha deciso di partecipare alla festa principalmente per evitare che Dawson si metta nei guai, ciò la porta a litigare con Pacey il quale trova scocciante che Joey, con il suo atteggiamento possessivo nei riguardi di Dawson, tenti costantemente di impedirgli di aprirsi ad altre esperienze. Andie inizia a sospettare che Joey, nonostante l'astio tra lei e Pacey, si stia innamorando di lui.
Henry, mentre è a cena con Jen, inizia a sentirsi debole, tanto che i paramedici lo portano in ospedale: in cambio di soldi ha donato troppo sangue, il denaro gli è servito per comprare un anello a Jen, che tra l'altro non può infilarsi dal momento che è troppo stretto. Matt consente a Dawson e ai suoi amici di partecipare alla festa dal momento che conoscono la parola d'ordine, Kate si ubriaca e dunque Dawson, mostrando per lei un po' di interesse, tenta un approccio con la ragazza, ma proprio mentre stava per baciarla, Kate si mette a vomitare. Doug e i suoi colleghi raggiungono il golf-club e arrestano tutti quanti, e quando vengono portati in cella Kate intuisce che Jack è gay, lui infatti non trova il coraggio di smentirla.
Joey si arrabbia quando scopre che Dawson ha tentato di baciare Kate approfittando del fatto che fosse ubriaca, ciò porta Dawson a litigare con lei constatando che Joey con il suo carattere opprimente non accetta che lui abbia bisogno di cambiare dato che Joey pretende costantemente che egli sia all'altezza dello standard di perfezione che gli ha ricucito addosso. Interviene Pacey il quale finisce col rimproverarli entrambi dato nessuno dei due è capace di affrontare il loro rapporto con fermezza, col solo risultato che, in tutto questo tempo, non sono stati in grado di far funzionare la loro relazione.
Jen va a trovare Henry in ospedale, gli confessa che il suo primo San Valentino lo passò con il suo ex ragazzo che, proprio quel giorno, l'aveva lasciata per un'altra riempendola di regali, infatti Jen ammette che era ansiosa di trascorrere con Henry un San Valentino piacevole, e nonostante tutto apprezza molto il regalo ricevuto, farà allargare l'anello in modo da portelo indossare.
Doug dà a tutti il permesso di tornare a casa, tranne Pacey, infatti il padre preferisce punirlo facendogli trascorrere la notte in cella. Ora che Pacey è tutto solo, Doug ne approfitta per parlare con lui, ha capito che Pacey si è innamorato suggerendogli di confessare a Joey ciò che prova per lei, confessandogli che uno degli aspetti peggiori del crescere è che le emozioni diventano meno intense, infine dà a suo fratello il permesso di uscire dalla cella. 
Jack e Kate si chiariscono, lei non è affatto delusa, in realtà è contenta che Jack abbia finalmente avuto il coraggio di confessarle della propria omosessualità, Kate gli vuole bene e lo considera un ragazzo eccezionale. Mitch è molto deluso dal comportamento di Dawson, non vuole privarlo della possibilità di divertirsi e di godere appieno della sua adolescenza, ma Dawson negli ultimi tempi non ha fatto altro che esagerare: gli ha distrutto la barca, ha portato in casa delle spogliarelliste e adesso si è fatto anche arrestare. Dal momento che Gail vuole aprire un proprio ristorante, Mitch impone a Dawson di aiutarla oltre l'orario di scuola con la sua attività, in modo che impari il valore della responsabilità.
Il mattino seguente Pacey va a casa di Joey con l'intenzione di confessarle quello che prova per lei, ma all'ultimo momento non trova il coraggio di farlo, tuttavia si offre di darle delle lezioni di guida, i due si divertono mentre Joey seguendo le istruzioni di Pacey impara a guidare meglio.

## Punizioni e pentimenti
- Titolo originale: Crime and Punishment
- Diretto da: Joe Napolitano
- Scritto da: Gina Fattore e Alex Gansa

### Trama
Joey è impegnata nella realizzazione di un murale su una parete della scuola, mentre Andie riceve da Green una buona notizia: ha raggiunto uno dei migliori punteggi della nazione grazie al suo test psicoattitudinale, ciò aumenta le sue probabilità di ottenere una borsa di studio. Pacey si fa ospitare a casa di Doug dato che la sorella Kerry è tornata a vivere con i genitori insieme ai suoi bambini dal momento che lei e il marito si sono lasciati.
Andie è preda del rimorso, il suo prestigioso risultato al test psicoattitudinale è solo il frutto del proprio imbroglio, decide infatti di dimettersi dal comitato disciplinare non sentendosi a proprio agio a giudicare gli altri alla luce della propria disonestà. Confessa tutto quanto a Jack, infatti anche se sarebbe riuscita probabilmente a superare il test dato che aveva studiato sodo, quando Dawson aveva offerto ai suoi amici la busta con le domande non ha trovato il coraggio di resistere alla tentazione, Jack le consiglia di non farne parola con nessuno ma Andie è irremovibile, è pronta a raccontare la verità a Green.
Joey, davanti ai suoi compagni di scuola, si prepara a mostrare a tutti i murale da lei dipinto, all'evento sono presenti anche Bodie e Bessie, ma il murale viene imbrattato con la vernice nera. Joey si sente ferita, Dawson le propone di ridipingerlo offrendole le chiavi della scuola, ma è tutto inutile, Joey è troppo delusa per reagire a questa ingiustizia. Pacey domanda ai suoi compagni di scuola chi è la persona che probabilmente era più motivata a rovinare il murale, e subito salta fuori il nome di Matt.
Pacey lo affronta nel parcheggio della scuola, Matt ammette di aver imbrattato lui il murale e Pacey lo picchia. Entrambi vengono portati nell'ufficio del preside, Pacey non vuole dare spiegazioni ma Dawson è costretto a spiegare a Green che il suo amico ha agito così perché Matt è colui che ha imbrattato il murale, tanto che Matt lo ammette davanti a Green.
Joey si arrabbia con Pacey perché nonostante le sue buone intenzioni niente giustifica il fatto che lui abbia provato a risolvere il problema con la violenza dal momento che rischia l'espulsione, trovando inaccettabile che Pacey getti al vento il proprio futuro. Pacey, davanti alla reazione rabbiosa di Joey, le rinfaccia di averle dato la sua amicizia solo perché Dawson gli aveva chiesto di esserle di supporto dato che tra loro era finita.
Sentendosi umiliata, Joey affronta Dawson non ritenendo che lui avesse il diritto di costringere Pacey a esserle amico. Dawson fa capite a Joey che il suo problema è che lei pensa sempre il peggio di tutti, Dawson ha incoraggiato Pacey a starle accanto solo perché non voleva che rimanesse sola, aggiungendo che l'amicizia di Pacey è sincera, e anche se lui ha sbagliato a picchiare Matt ciò è la prova di quanto tenga a Joey.
Andie, dopo aver dato le dimissioni dal comitato disciplinare, confessa a Green di aver imbrogliato al test psicoattitudinale, è pronta ad accettare la propria espulsione dalla scuola ritenendo di non essere migliore di Matt. Green non nasconde la sua profonda delusione, informerà il dipartimento di istruzione e dunque il suo punteggio al test sarà annullato e non accederà alla borsa di studio, ma non intende espellerla perché lui è della convinzione che oltre alle colpe bisogna prendere in considerazione anche le persone, Matt si è sempre dimostrato un ragazzo arrogante e irrispettoso, Andie al contrario è una brava ragazza e merita la sua clemenza.
Green espelle Matt, mentre per Pacey ha un mente una punizione meno severa: svolgerà dei servizi socialmente utili per riabilitarsi. Pacey e Joey si mettono a imbiancare insieme il murale, lei questa volta lo ringrazia per aver preso le sue difese.

## Decisioni difficili
- Titolo originale: To Green, with Love
- Diretto da: Kenneth Fink
- Scritto da: Gina Fattore e Greg Berlanti

### Trama
Robert Caufield, il padre di Matt, si scaglia contro Green per l'espulsione del figlio, sembra inoltre avere dalla sua parte l'appoggio del sovrintendente Byron Fielding il quale minaccia Green di licenziamento se non riconsidera l'espulsione di Matt, tuttavia Green non intende ritornare sui propri passi.
Il caso sta attirando attenzione mediatica, tanto che la giornalista televisiva Sherry Eisler, ex collega di Gail, decide di montare un servizio televisivo che però sembra sostenere solo la causa di Caufield e Fielding, tanto che Dawson convince sua madre a girare una sua intervista televisiva da vendere ad altre emittenti. Joey, sentendosi tirata in causa, con l'aiuto di A.J. e di altri studenti, decide di sfidare la sovrintendenza tanto da organizzare un raduno per gli studenti. Bodie ha capito che il vero problema è che Green è un uomo di colore, è per questo che pretendono il suo licenziamento, l'espulsione di Matt è stato solo un pretesto. Bessie tenta di convincere Joey a rinunciare a questa lotta, Caufield è sostenuto dei membri più influenti della società, e se Joey continua a sfidarli teme che ciò danneggerebbe la loro famiglia, ma lei è irremovibile.
Pacey fatica a nascondere la propria gelosia, non è facile per lui vedere Joey insieme a A.J. e soltanto Jen è riuscita ad accorgersene, lei fa capire a Pacey che continuare a nascondere il suo amore per Joey danneggerà il loro rapporto perché la frustrazione non gli permetterà nemmeno di essere per lei un buon amico.
Gail intervista Fielding mettendo in evidenza la sua ipocrisia perché, invece che svolgere il proprio dovere servendo l'istituzione scolastica, si è solo limitato ad assecondare il volere della comunità che si è accanita contro Green, il quale è stato accusato di aver esagerato espellendo Matt quando il comportamento di Fielding non è stato affatto diverso avendo licenziato Green.
Nikki convince il padre a presenziare al raduno studentesco che Joey ha organizzato, se infatti Green all'inizio ha cercato di rimanere in disparte, capisce che sua figlia ha ragione, i suoi studenti stanno lottando per lui e dunque non può comportarsi con indifferenza. Al raduno tutti gli studenti spendono belle parole su Green, quest'ultimo ammette che si sente orgoglioso, ma accetterà il proprio licenziamento.
Al raduno, oltre a Bodie, c'era anche Bessie la quale ammette che, nonostante lei e Joey abbia opinioni diverse, è orgogliosa di lei. Un'emittente televisiva trasmette l'intervista di Gail, le offrono anche un lavoro ma lei sceglie di rifiutarlo, adesso vuole solo concentrarsi nella sua carriera di ristoratrice. Green lascia la città con Nikki, e quando attraversa il corridoio della scuola vede i suoi studenti, compresi Dawson, Jack, Andie, Jen, Pacey e Joey che lo salutano con applauso.

## L'ora della verità
- Titolo originale: Cinderella Story
- Diretto da: Janice Cooke-Leonard
- Scritto da: Jeffrey Stepakoff

### Trama
Dawson è preoccupato per Gail dato che l'apertura del suo ristorante il "Leery's Fresh Fish" è prevista tra una settimana, ma è ovvio che sua madre non sa come organizzarsi, non ha uno chef, dei camerieri, un menù e nemmeno un'insegna, tuttavia Jen si offre come cameriera pur non essendo decisamente portata. 
Pacey porta Joey alla stazione ferroviaria, andrà ad Harvard per accompagnare A.J. a una cerimonia in suo onore, egli ha vinto un premio di scrittura creativa, tuttavia Pacey tenta di far capire all'amica che quella tra lei e A.J. è una relazione priva di concretezza: Joey pur essendo attratta da lui vede la loro come un'amicizia, Joey e A.J. praticamente fanno vite separate, e anche se Joey trova affascinante la fatua illusione che lei e A.J. possano stare bene insieme prima o poi dovrà confrontarsi con la dura verità.
Pacey, come punizione per aver fatto a pugni con Matt, deve fare da tutor a un bambino di nome Buzz, il quale si rivela aggressivo e indisciplinato, non perde occasione per provocare Pacey, lui lo porta in una sala giochi ma Buzz si mette a picchiare altri due bambini, dunque Pacey è costretto a portarlo via.
Joey conosce Morgan, una cara amica di A.J. con la quale stringe subito amicizia, però in loro compagnia prova un po' di disagio constatando quanto A.J. e Morgan si conoscano bene, le due ragazze accompagnano poi A.J. alla premiazione. Gail si arrabbia quando Dawson, di sua iniziativa, chiede a Mitch un aiuto per l'allestimento del ristorante, lei infatti si rifiuta di accettare la collaborazione del suo ex marito, ma Dawson le fa comprendere che di questo passo lei fallirà, e che chiedere aiuto non è un segno di debolezza.
Jen parla con Dawson, affermando che il vero motivo per cui voleva che Mitch aiutasse Gail, era per coltivare inconsapevolmente la speranza che forse i suoi genitori in futuro possano ricostruire il loro matrimonio. Jen ammette che, da quando si è trasferita a Capeside, Dawson è cambiato molto, è cresciuto e ora è più maturo e consapevole, ma in fondo non perderà mai totalmente la sua ingenuità, ed è quella parte di lui che spera ancora che Mitch e Gail tornino insieme.
Pacey non riesce a gestire Buzz, ma poi l'assistente sociale gli spiega che lui ha sofferto per l'abbandono del padre, il quale ha ora un'altra famiglia, ha abbandonato la moglie per un'altra donna, la madre di Buzz lavora a tempo pieno e dunque dedica poco tempo al figlio. Buzz è il bambino più intelligente della sua classe ma si ostina a prendere solo cattivi voti, altri tre tutor prima di Pacey hanno rinunciato a stargli vicino, Buzz è arcigno con le persone solo perché cerca di metterle alla prova. Pacey decide di fare un altro tentativo con lui, questa volta con un approccio più amichevole, e infatti adesso Buzz pare apprezzare di più la sua compagnia.
Gail è costretta ad ammettere che Dawson aveva ragione: le serve l'aiuto di Mitch per preparare il ristorante all'inaugurazione, Bodie le farà da socio mentre Jen lavorerà come direttrice di sala. Joey decide di lasciare A.J. facendogli capire che lui e Morgan, senza saperlo, si amano, lui condivide con Morgan qualcosa di autentico ritenendo che è con lei che deve dividere la sua felicità, e non con Joey.
In piena notte, Joey telefona a Pacey chiedendogli di venirla a prendere, il mattino seguente mentre i due sono in auto per fare ritorno a Capeside, Joey è costretta ad ammettere che Pacey aveva ragione, tra lei e A.J. non c'era nulla di vero, ormai per Joey sta diventando sempre più difficile affrontare il senso di solitudine che la pervade constatando che solo Dawson e Pacey riescono a capirla. Sentendo queste parole, Pacey impulsivamente si ferma e accosta, scende dall'auto e costringe Joey a fare altrettanto pretendendo da lei una spiegazione, anche perché appare evidente che Joey vede ormai in Pacey una persona su cui fare affidamento, Joey non capisce per quale motivo Pacey si stia comportando così ma poi lui finisce col baciarla.

## Fratelli di sangue
- Titolo originale: Neverland
- Diretto da: Patrick Norris
- Scritto da: Maggie Friedman

### Trama
L'episodio riparte da dove si era conclusa la puntata precedente, Joey in un primo momento rimane senza parole davanti al bacio di Pacey, ma subito dopo segue una reazione aggressiva, accetta di farsi riaccompagnare a casa da Pacey pur rimproverandolo per come si è comportato, ormai ha capito che Pacey la ama e teme che Dawson reagirebbe malissimo. Successivamente Joey e Pacey parlano rispettivamente con Bessie e Doug del bacio, in effetti Joey confidandosi con la sorella non nega che probabilmente (senza volerlo) ha incoraggiato lei stessa Pacey a baciarla. Doug fa capire al fratello che se Joey ha reagito con così tanta rabbia a quel bacio è perché, probabilmente, ricambia il suo amore, ma in ogni caso Pacey non può ignorare che Dawson rappresenterà un problema, è fondamentale che lui sappia ciò che Pacey prova per Joey, infatti Doug dà per scontato che, benché per Dawson non sarà facile accettarlo, apprezzerà comunque che Pacey abbia affrontato la cosa con onestà.
Jen si arrabbia quando scopre che Henry stava organizzando una festa per il proprio compleanno senza averla invitata, poi Andie propone a Jen e Joey una giornata da trascorrere tutte e tre insieme come amiche. Jack invita Ethan a trascorrere qualche giorno a casa sua ospitandolo, ciò scatena il disappunto di Joseph, il quale voleva trascorrere del tempo con suo figlio, tuttavia accetta di ospitare Ethan, con il quale impara ad andare d'accordo, benché Jack colga ogni opportunità per provocare suo padre, infatti pur sforzandosi Jack non riesce a celare l'astio contro il genitore, ricordando a Joseph che è tornato a vivere con lui solo per Andie.
Dawson, in un articolo di giornale, scopre che abbatteranno degli alberi per un progetto edile, è in quella zona che c'è il fortino dove lui e Pacey da ragazzini amavano divertirsi, quest'ultimo approfitta della situazione proponendo a Dawson di campeggiare lì un'ultima volta, col l'evidente pretesto di confessargli quello che prova per Joey.
Jen, notando lo strano atteggiamento di Joey, le fa comprendere con velate allusioni che ha capito che sta succedendo qualcosa tra lei e Pacey, è anche pronta a offrirle dei consigli qualora volesse confidarsi con lei. Andie, Jen e Joey vanno a divertirsi in una pista di pattinaggio, e lì incontrano Henry, insieme ai genitori e agli amici, dove festeggia il compleanno, confessa a Jen che non l'aveva invitata perché temeva che lei avrebbe considerato infantile e patetico festeggiare il compleanno in quel modo, infatti provava imbarazzo, ma Jen gli fa capire che è proprio la natura semplice e genuina di Henry che tanto la spinge ad essere attratta da lui.
Dawson e Pacey vanno a fare campeggio raggiungendo il fortino, vengono raggiunti da Bazz e i suoi amici che infatti desiderano trascorrere la notte con loro all'aperto. Pacey non trova il coraggio di essere onesto con Dawson, specialmente quando quest'ultimo ammette di considerare Pacey e Joey le due persone più importanti della sua vita, reputando Pacey un amico leale. Intanto Ethan fa capire a Jack che lui e Joseph hanno ancora bisogno l'uno dell'altro, e purtroppo se Jack si ostinerà a mettere sempre più distanza tra lui e il padre, non si riconcilieranno mai. Jack questa volta si rivolge a Joseph con un tono più amichevole chiedendogli per quale motivo desiderava trascorrere del tempo con lui: Joseph semplicemente ammette che reputa Jack un bravo ragazzo, ma ha capito che ormai suo figlio è diventato per lui praticamente un estraneo ed è per questo che ci tiene tanto ad appianare le loro divergenze, finalmente Jack sembra voler fare un tentativo per ricucire il rapporto con Joseph.
Joey decide di rivelare a Jen del bacio tra lei e Pacey, effettivamente Jen non è affatto sorpresa cercando di far capire all'amica che non può continuare a illudersi che quel bacio sia stato dettato dall'impulsività perché la realtà dei fatti è che il rapporto tra Joey e Pacey stava cambiando e infatti Jen ammette che già sospettava che loro due stavano iniziando a provare dei sentimenti l'una per l'altro, e il modo in cui Joey ha reagito a quel bacio conferma soltanto che lei si sta innamorando di Pacey. Il mattino seguente, mentre Pacey va in un minimarket con Buzz, incontra per caso Joey, lei lo guarda sorridendo, è evidente che vorrebbe confessargli ciò che prova per lui ma Pacey (dopo aver trascorso la notte con Dawson e riconsiderando le sue priorità) afferma che quel bacio è stato un errore, tutti e due preferiscono nascondere ciò che provano veramente per non distruggere l'equilibrio della loro amicizia.

## Sensi di colpa
- Titolo originale: Stolen Kisses
- Diretto da: Greg Prange
- Scritto da: Tom Kapinos

### Trama
È primavera e Pacey riceve la visita del suo vecchio amico d'infanzia Will Krudski il quale è venuto a Capeside per una breve visita. Intanto Henry inizia a lavorare come cameriere al Leery's Fresh Fish attirando l'attenzione di Shelley, collega che lavora come cameriera, ciò alimenta la gelosia si Jen che però, a causa del proprio orgoglio, non vuole ammettere che vedere un'altra ragazza attratta dal suo fidanzato, le crea dei disagi, anche perché Henry non abituato a ricevere delle attenzioni e restio a rifiutarle.
Dawson, Joey, Andie, Pacey e Will vanno a trovare Gwen (la zia di Dawson) a casa sua, a breve la venderà, è rimasta sola da quando il suo fidanzato è morto, purtroppo per Joey e Pacey è sempre più difficile celare il loro reciproco imbarazzo, mentre Andie e Will iniziano a provare un po' di attrazione l'una per l'altro. Gail e Mitch incontrano Megan, una loro cara amica che di recente ha perso il marito, per Mitch è un duro colpo dato che egli era un suo buon amico, ma per lui non è facile parlarne con Gail, infatti per Mitch non è semplice aprirsi con la sua ex moglie e trattarla da amica e confidente.
Mentre Joey è tutta sola con Pacey, lui ammette che nonostante abbia tentato di impegnarsi per reprimere i suoi sentimenti per Joey, il vero motivo per cui è venuto a casa di Gwen è per starle accanto, Joey non ha più la forza di nascondere l'attrazione che la spinge verso lui e i due si baciano, venendo colti in flagrante da Gwen. Quest'ultima non intende intromettersi però tenta di esortare Joey e confessare a Dawson quello che prova per Pacey, perché mantenere il segreto equivarrebbe a marcargli di rispetto, e lui inevitabilmente ne uscirà ferito.
Dal momento che Shelley non sapeva che Henry è il fidanzato di Jen, gli propone di fare sesso con lei, a quel punto Jen perde la pazienza e con una scenata di gelosia davanti a tutti i clienti minaccia di Shelley di licenziarla. Benché Jen si senta imbarazzata dal modo in cui ha reagito, ciò permette a lei e Henry di avvicinarsi ulteriormente perché ormai Jen ha capito che da quando ha fatto entrare Henry nella sua vita, l'affetto che nutre per lui, le ha permesso di sperimentato per la prima volta la vulnerabilità emotiva. Mitch legge le discorso che il marito di Megan aveva preparato per il giorno in cui lui sposò Gail, poi Mitch e la sua ex moglie guardano insieme il video delle loro nozze, è chiaro infatti che si amano ancora.
Pacey confessa a Joey di desiderarla ma trova ingiusto che Dawson e Andie siano all'oscuro di quello che sta succedendo tra lui e Joey, ma ciò che lo infastidisce è il fatto che quest'ultima non voglia prendere posizione, sentendo queste parole Joey lo bacia non volendo più negare il suo amore per lui.

## Un giorno da non rivivere
- Titolo originale: The Longest Day
- Diretto da: Perry Lang
- Scritto da: Gina Fattore

### Trama
Tra Pacey e Joey ormai è passione, i due si vedono di nascosto benché Pacey ritenga che Dawson debba sapere la verità, Joey purtroppo non ha trovato il coraggio di farlo e quindi Pacey decide di assumersi lui stesso la responsabilità. Finalmente Pacey, in presenza di Dawson, Jen, Andie, Joey, Will, Jack, Mitch, Doug e Buzz, inaugura True Love, la barca che con duro lavoro ha ristrutturato.
Will chiede a Andie di uscire, mentre Joey e Pacey confessano rispettivamente a Jen e Doug che ora stanno insieme. Joey non trova però la forza di rivelarlo anche a Dawson, teme una sua eventuale brutta reazione, ma Jen le fa notare che sta affrontando la cosa dalla prospettiva sbagliata: sta solo tenendo conto dei sentimenti di Dawson, facendole capire che Pacey non è meno sensibile e continuare a mantenere nascosta la loro relazione lo ferirà tenendo presente che Pacey ha già sofferto molto per quello che successe con Andie. Le cose per Joey si complicano ulteriormente quando capisce che Andie è ancora innamorata di Pacey, infatti pur apprezzando la compagnia di Will è solo Pacey l'unico ragazzo che riesce ad amare.
Pacey prova a parlare con Dawson, va a cercarlo prima a casa sua e poi in biblioteca, ma non lo trova, in realtà però, nonostante le premesse, è evidente che vuole evitare con lui il confronto, non ha il coraggio di dirgli che adesso lui e Joey si amano e che vogliono stare insieme. Doug è costretto a rimproverarlo facendo comprendere a suo fratello che pagherà a caro prezzo la sua vigliaccheria, il legame tra Dawson e Joey è troppo forte e anche nella peggiore delle circostanze loro due saranno sempre uniti mentre Pacey resterà solo e li perderà entrambi come conseguenza per non aver detto la verità al suo amico quando avrebbe dovuto.
Purtroppo Dawson scopre tutto da solo, senza volerlo è stata Jen a farglielo capire, lei credendo erroneamente che Pacey gli avesse già detto tutto si è fatta sfuggire un dettaglio che ha consentito a Dawson di comprendere che ora Joey e Pacey stanno insieme, e la prende malissimo.
Mentre Dawson guarda un film nella sua camera da letto viene raggiunto da Joey, benché sappia la verità preferisce non confrontarsi con lei facendo finta di niente, addirittura parlando con lei con toni amichevoli. Quando Joey esce dalla camera da letto di Dawson vede Pacey arrivare, lui non intende più nascondere la verità, è deciso più che mai a parlare con Dawson; tuttavia Joey lo supplica di non farlo, sente che questo è un dovere a cui deve adempiere lei, anche se è lapalissiano che Joey, nell'eventualità che Dawson non accetti il loro amore, è terrorizzata di perderlo dato che quest'ultimo per tanto tempo è stato il suo solo punto di riferimento nonché la persona su cui ha maggiormente contato nella sua vita. La conversazione viene interrotta da Dawson, che aveva sentito le loro voci, facendo capire a entrambi che ormai già sapeva che Joey e Pacey stanno insieme, proprio in quel momento arrivano Will e Andie, e così anche loro scoprono della relazione che Pacey e Joey hanno tenuto segreta.
Dawson è fuori di sé dalla rabbia affermando di non poter considerare né Pacey né Joey suoi amici, poi torna nella sua camera da letto venendo raggiunto da Joey che tenta di fargli capire che lei ha bisogno di avere Pacey al suo fianco e di non essersi innamorata di lui per punire Dawson, tuttavia lui non sente ragioni accusando Joey di aver distrutto l'amore che li univa con le sue insicurezze, di conseguenza la mette davanti a una scelta: o l'amore di Pacey oppure l'amicizia di Dawson, perché non intende darle la soddisfazione di avere entrambi. Anche Andie rimprovera Pacey (chiaramente ferita dall'aver scoperto che lui ama Joey) ritenendo che egli, legandosi a Joey, finirà soltanto col farsi del male da solo perché lei non potrà mai amarlo come Dawson.
Mentre Dawson è tutto solo viene raggiunto da Jen che tenta di convincerlo a mettersi da parte perché la cosa giusta da fare è lasciare che l'amore tra Joey e Pacey prosegua indipendentemente da quali ne saranno gli esiti, ma lui non intende accettarlo, adesso è determinato a riconquistare Joey, è pronto a lottare per riaverla. Dopo quanto accaduto Joey, a malincuore, decide di lasciare Pacey il quale è costretto a constatare che il loro amore non è riuscito a superare nemmeno il primo ostacolo.

## Un amore conteso
- Titolo originale: Show Me Love
- Diretto da: Morgan J. Freeman
- Scritto da: Liz Tigelaar e Holly Henderson

### Trama
Pacey è stato isolato, Dawson non vuole più essere suo amico, mentre Joey preferisce stargli lontana tentando di riallacciare la sua amicizia con Dawson, quest'ultimo effettivamente è già pronto a perdonare Joey la quale tuttavia spera che col tempo lei, Pacey e Dawson possano tornare a essere amici. Intanto Pacey e Will partecipano a una regata con True Love dove, coloro che gareggiano, vengono sponsorizzati dalle attività commerciali locali, ciò genera un po' di tensione tra Dawson e Pacey considerando che quest'ultimo gareggerà rappresentando il Leery's Fresh Fish dato che si era accordato in precedenza con Gail e Mitch.
Benché i genitori di Dawson fossero disposti a rinunciare alla partecipazione alla luce dei dissapori tra Pacey e il figlio, Dawson non lo ritiene necessario, dato che comunque è pubblicità per il ristorante della madre. Dawson confessa a Jack e Andie che vuole tornare con Joey, di conseguenza chiede ai due di prestargli Carpe Diem, la barca del padre, desidera gareggiare pure lui in rappresentanza del bed & breakfast di Joey e Bessie. All'inizio Jack si rifiuta di accontentarlo avendo capito che Dawson cerca solo un pretesto per rivaleggiare con Pacey, non volendo acuire l'astio tra i due ragazzi, ma Andie ritiene che invece sia la cosa giusta dal momento che Pacey si è comportato in maniera ignobile avendo tentato di portare via Joey a Dawson agendo alle sue spalle.
Joey si arrabbia con Bessie dato che ha accettato di sponsorizzare Dawson incoraggiando la rivalità che lui prova nei confronti di Pacey, ma Bessie non lo ritiene un problema, anche perché Dawson ha coperto di tasca sua la quota di iscrizione e al bed & breakfast serve pubblicità. Bessie fa capire a Joey che Dawson e Pacey hanno bisogno di rivaleggiare l'uno contro l'altro facendo notare alla sorella che lei ha peccato di ingenuità credendo che, limitandosi a non frequentare più Pacey, ciò avrebbe risolto ogni problema tra lui e Dawson. Jack gareggia con Dawson, ma nessuno dei due sa come governare una barca, di conseguenza Mitch partecipa con loro, avendo capito che Dawson ha bisogno di competere con Pacey per risolvere i propri problemi.
Joey parla con Pacey esortandolo a tentare con Dawson una riconciliazione, lui per amore di Joey tenta un dialogo con Dawson, arriva anche ad ammettere che si è comportato male con lui, ma Dawson non accetta di ascoltarlo, accusandolo di essere soltanto un seduttore. Pacey, stanco dell'arroganza di Dawson e della sua convinzione che lui non potrà mai competere con il legame che da sempre lo unisce a Joey, gli fa notare che ciò che li ha vincolati per così tanto tempo è rappresentato soltanto da anni di amicizia superficiale oltre al fatto che, nel tentativo di avere una relazione amorosa, non sono nemmeno riusciti a tenerla in piedi, al contrario benché tra Joey e Pacey è durata poco quest'ultimo non ha dubbi sul fatto il loro amore è stato reale. Pacey ammette che ha tentato di conquistare Joey, ma solo dopo che Dawson l'aveva rifiutata, e poi quest'ultimo ha allontanato Joey da Pacey con un ricatto emotivo.
È arrivato il giorno della regata, Will e Pacey si preparano a gareggiare contro Mitch, Jack e Dawson, la competizione diventa rapidamente una gara individuale tra True Love e Carpe Diem che sono in testa, pronte a contendersi il primo posto, ma a tagliare il traguardo per prima è Carpe Diem, ma non vince dato che Dawson ha usato una manovra pericolosa contravvenendo al regolamento di gara, viene infatti squalificato. Joey si arrabbia con Dawson e Pacey, accusandoli di averla trattata come un trofeo, Dawson mortificato ammette di amarla e che in realtà è felice che Pacey abbia tentato portargliela via perché ciò gli ha fatto comprendere quanto Joey sia importante per lui, ora più che mai Dawson ha capito di non volerla più perdere.
Will lascia Capeside esortando Andie a perdonare Pacey sapendo che lei non è una ragazza rancorosa, e le fa capire che odiare Pacey equivarrebbe a trasformarsi in una persona diversa da quella che è realmente. Pacey accompagna Will alla stazione ferroviaria e lo saluta, poi mentre è tutto solo al porto viene raggiunto da Andie, con la quale si riconcilia, lei infatti ammette che ormai non ha più la forza di odiarlo. Ormai Mitch e Gail si stanno riavvicinando sempre di più, tanto che quest'ultima sorprende l'ex marito preparando una cena romantica. Joey spiega a Dawson che ora ha bisogno di averlo accanto a sé, ma come amico, lui accetta e poi si mettono a guardare insieme E.T. nella camera da letto di Dawson.

## Il ballo studentesco
- Titolo originale: The Anti-Prom
- Diretto da: Greg Prange
- Scritto da: Maggie Friedman

### Trama
Il rapporto tra Dawson e Joey sembra tornato quello di sempre, e per questo motivo lui la invita al ballo di fine anno a cui avevano promesso di andare insieme il primo anno di liceo in amicizia. Dawson sorprende Gail e Mitch ad amoreggiare, quest'ultimo è ottimista spiegando al figlio che lui e Gail probabilmente sono sulla buona strada per tornare insieme, tuttavia Dawson è indifferente non volendo farsi trascinare ancora una volta nei problemi sentimentali dei suoi genitori, tenta anche di convincere Mitch a non farsi illusioni perché non può dare per scontato che Gail voglia realmente tornare con lui.
Pacey ormai è sempre più abbattuto, non riesce ad accettare che lui e Joey non stanno più insieme, Andie tenta di convincerlo ad andare al ballo della scuola con un'altra ragazza, anche se è evidente che vorrebbe che Pacey invitasse proprio lei, benché Jack non la considera una buona idea dal momento che sua sorella è ancora innamorata di lui. Anche se Jack e Ethan sono solo amici, è lui la sola persona con cui Jack desidera andare al ballo, ma la cosa diventa umiliante quando gli viene proibito di farsi accompagnare da un altro ragazzo al ballo studentesco. Joey e Andie trovano ignobile che Jack venga discriminato per la sua omosessualità, decidono quindi di non andare al ballo in segno di solidarietà, ma a Dawson viene in mente un'idea: un ballo alternativo al Leery's Fresh Fish e infatti ottengono un gran numero di inviti. Pacey chiede a Andie di accompagnarlo al ballo, mentre Jen ci andrà con Henry.
Dawson regala a Joey un bellissimo paio di orecchini per il ballo, poi Dawson, Joey, Jen, Henry, Pacey, Andie, Jack e Ethan vanno al Leery's Fresh Fish, dove si tiene il loro ballo alternativo. Mitch capisce che le preoccupazioni del figlio erano fondate, Gail non intende tornare con lui, di conseguenza Mitch mette in chiaro le cose con la sua ex moglie: non intende accettare il suo comportamento, accusandola di venire a letto con lui solo perché cerca del facile divertimento.
Jen si arrabbia con Henry quando scopre che lui andrà in ritiro per l'estate a Cleveland con la squadra di football, benché Jen desiderasse trascorrerla con lui, nonostante fosse disposta a fare l'amore con Henry decide di cambiare idea essendo troppo delusa. Quando Ethan confessa a Jack che trova ammirevole il suo coraggio avendolo invitato al ballo, quest'ultimo si arrabbia dato che Ethan invece non ha mai fatto una cosa del genere, scoprendo così che nonostante egli si vantasse di avere maggiori esperienze rispetto a Jack sull'accettazione della propria sessualità, anche Ethan in realtà è condizionato dalle proprie paure, accusandolo di essere un ipocrita.
Joey si mette a litigare con Dawson constatando che la sua attenzione è rivolta solo a Pacey, quasi a volersi pavoneggiare dato che Joey è venuta al ballo con lui invece che non Pacey. Joey invita Pacey a ballare con lei, in effetti Pacey accetta con gioia, purtroppo Andie e Dawson vedendoli ballare insieme ne soffrono anche perché è evidente quanto Pacey e Joey si amano. Dawson reagisce molto male, si mette a litigare con Joey ammettendo che non vuole più essere per lei un amico, gli era venuta in mente l'idea di organizzare il ballo per starle accanto e riconquistarla, facendole capire che non può aggrapparsi alla fatua illusione che lei, Dawson e Pacey torneranno a essere amici come prima, perché la dura verità è che Joey deve capire chi è il ragazzo con cui desidera stare.
Ethan va alla stazione ferroviaria accompagnato da Jack, il quale ammette che lui gli piace, non accetta che Ethan lo veda solo come un amico. Ethan ammette che non prova niente per lui perché non è ancora capace di affrontare le proprie paure, infatti lo esorta a baciarlo, anche perché oltre a loro non c'è nessuno alla stazione e quindi non ci sono sguardi indiscreti. Tuttavia, mettendo in evidenza che Ethan ha ragione, Jack non trova comunque la forza di baciarlo. Pacey intanto confessa a Andie che, conclusi gli esami, trascorrerà l'estate in barca a Key West, ciò nonostante Andie fa notare a Pacey che sebbene Joey sia consapevole dei sentimenti che prova per lei, Pacey non le ha mai detto formalmente di amarla e farebbe un errore a rinunciare a lei senza aver mai avuto la possibilità di dirglielo.
Il giorno dopo Joey va a casa di Dawson e gli restituisce gli orecchini, purtroppo ammette che non è ancora pronta a prendere una decisione, a quel punto Dawson si limita a prometterle che non le metterà fretta. Gail va da Mitch e gli chiede di sposarla un'altra volta proprio davanti a Joey e Dawson, a quel punto Mitch accetta con felicità.
- Altri interpreti: Michael Pitt (Henry Parker), Adam Kaufman (Ethan), Corri English (Barbara Johns)

## Pacey o Dawson?
- Titolo originale: True Love
- Diretto da: James Whitmore, Jr.
- Scritto da: Tom Kapinos e Gina Fattore

### Trama
Fervono i preparativi per il matrimonio di Gail e Mitch, mentre Pacey sta organizzando il suo giro dell'oceano a bordo di True Love. Doug ha capito che Pacey vuole allontanarsi da Capeside solo per fuggire da Joey, ma ritiene che così diverrà solo più ossessionato da lei. Quando Joey scopre da Doug che Pacey partirà per l'estate si arrabbia, accusa Pacey di essere un codardo, ma lui a sua volta le rinfaccia che è stata sua la scelta di lasciarlo.
Joey decide di essere onesta con Dawson: se non avesse rischiato di perdere la loro amicizia (di cui Joey si rifiuta di fare a meno) nell'eventualità in cui avesse dato una possibilità a  Pacey e al loro amore, è quest'ultimo il ragazzo che avrebbe scelto. Pacey, Jen, Jack, Andie e Evelyn cenano insieme al molo, quest'ultima confessa a tutti che il suo defunto marito non fu l'unico uomo che aveva amato: quando era giovane incontrò un soldato di nome Thomas, era stato amore a prima vista, lei lo raggiunse a San Diego e lo baciò prima che lui si imbarcasse per Pusan ma il giorno seguente morì in guerra, due anni dopo Evelyn sposò il nonno di Jen, con il quale ha vissuto un matrimonio felice durato per tanti anni. Evelyn ha raccontato ai ragazzi questa storia per spiegare a tutti l'oro l'importanza di vivere un'esistenza senza rimpianti.
Henry si prepara a partire per il ritiro con il resto della squadra ma viene raggiunto da Jen la quale ammette che non ha voluto fare l'amore con lui per il semplice motivo che non ha mai fatto sesso con un ragazzo che sia mai riuscita realmente ad amare, per poi baciarlo davanti a tutti. Jack va a trovare Ethan nella sua scuola e lo bacia, finalmente ha sconfitto le sue paure, ma poi tutto diventa umiliante quando scopre che Ethan è tornato insieme a Brad, il suo ex ragazzo.
Mitch e Gail si sposano con Dawson e Joey rispettivamente nelle vesti di testimone e damigella degli sposi, poi arriva Pacey che ha deciso di partecipare alla cerimonia nuziale in segno di rispetto nei confronti dei genitori di Dawson, ha modo così modo di parlare con Joey che però non intende impedirgli di partite avendo constatato che i sentimenti che prova per lui e Dawson non hanno fatto altro che confonderla ed è per questo che non intende dargli false speranze. Pacey conversa brevemente con Dawson, entrambi hanno capito che la loro amicizia non riuscirà mai a risanarsi del tutto dopo quello che è accaduto.
Jack, in preda alla rabbia e allo sconforto, trova consolazione nell'affetto del padre, ormai per lui sta diventando sempre più difficile convivere con la propria omosessualità, anche solo aver baciato Ethan non ha fatto altro che renderlo facile preda dell'esasperazione: Joseph lo abbraccia affermando che a dispetto di tutto non vorrebbe un figlio diverso da lui.
Dawson convince Joey ad accettare l'amore di Pacey, ora ha capito che lei non andò a Parigi per colpa sua, l'aveva condizionata perché egoisticamente la voleva accanto a sé a non desidera commettere lo stesso errore per la seconda volta. Dawson fa comprendere a Joey che lei non può continuare a vivere in funzione della loro amicizia, non può garantirle che torneranno a essere uniti come prima, tuttavia ciò che ora è più importante è che Joey insegua ciò che realmente desidera, avendo capito di amarla con la stessa intensità con la quale lei ama Pacey.
Mentre Dawson va nella sua camera da letto vede che lì ad attenderlo ci sono Andie, Jack e Jen che non intendono lasciarlo solo, visto il difficile momento che sta attraversando vogliono offrirgli tutta la loro amicizia. Joey va da Pacey confessandogli di averlo amato ancor prima che lui la baciò, i sentimenti che prova per lui hanno alimentato le sue insicurezze ed è per questo che ha cercato di ignorarli ma adesso non vuole più rinunciare al loro amore, e infatti ha deciso di trascorrere l'estate con Pacey in barca. Joey lo bacia e infine lei e Pacey prendono il largo con True Love.
- Altri interpreti: David Dukes (Joseph McPhee), Michael Pitt (Henry Parker), Adam Kaufman (Ethan), Obi Ndefo (Bodie).